# 황순종
황순종(1995년 12월 29일 ~ )은 대한민국의 연극, 뮤지컬 배우이다.

## 출연 작품

### 연극
| 연도 | 제목            | 배역   | 비고 |
| ---- | --------------- | ------ | ---- |
| 2019 | 어나더 컨트리   | 샌더슨 |      |
| 2020 | 지구를 지켜라   | 병구   |      |
| 2020 | 히스토리 보이즈 | 포스너 |      |